# Клермонт (Нью-Гемпшир)
Клермонт (англ. Claremont) — місто (англ. city) в США, в окрузі Салліван штату Нью-Гемпшир. Населення — 12 949 осіб (2020).

## Географія
Клермонт розташований за координатами 43°23′11″ пн. ш. 72°20′4″ зх. д. / 43.38639° пн. ш. 72.33444° зх. д. (43.386459, -72.334541).  За даними Бюро перепису населення США в 2010 році місто мало площу 114,18 км², з яких 111,68 км² — суходіл та 2,50 км² — водойми.

## Демографія
Згідно з переписом 2010 року, у місті мешкало 13 355 осіб у 5697 домогосподарствах у складі 3461 родини. Густота населення становила 117 осіб/км².  Було 6293 помешкання (55/км²).
Расовий склад населення:
| - 95,9 % — білих - 0,9 % — азіатів - 0,6 % — чорних або афроамериканців - 0,3 % — корінних американців |

До двох чи більше рас належало 1,8 %. Частка іспаномовних становила 1,3 % від усіх жителів.
За віковим діапазоном населення розподілялося таким чином: 22,0 % — особи молодші 18 років, 62,6 % — особи у віці 18—64 років, 15,4 % — особи у віці 65 років та старші. Медіана віку мешканця становила 40,6 року. На 100 осіб жіночої статі у місті припадало 95,4 чоловіків;  на 100 жінок у віці від 18 років та старших — 93,1 чоловіків також старших 18 років.
Середній дохід на одне домашнє господарство  становив 55 064 долари США (медіана — 45 859), а середній дохід на одну сім'ю — 64 312 долари (медіана — 53 432). Медіана доходів становила 43 654 долари для чоловіків та 36 165 доларів для жінок. За межею бідності перебувало 14,1 % осіб, у тому числі 18,5 % дітей у віці до 18 років та 8,7 % осіб у віці 65 років та старших.
Цивільне працевлаштоване населення становило 6215 осіб. Основні галузі зайнятості: освіта, охорона здоров'я та соціальна допомога — 25,2 %, виробництво — 20,9 %, роздрібна торгівля — 15,2 %.